# دانیال جانسون (بازیکن فوتبال)
دانیال جانسون (انگلیسی: Daniel Johnson؛ زادهٔ ۸ اکتبر ۱۹۹۲) یک بازیکن فوتبال اهل جامائیکا است.